# Günter Seeger
Günter Seeger (* 23. März 1949 in Loffenau) ist ein deutscher Koch, der seit 1984 in den USA arbeitet. 

## Werdegang
Nach seiner Kochlehre ging Seeger nach Süden in die Schweiz, wo er in gehobenen Hotels und Restaurants kochte. Während dieser Zeit absolvierte er ein Zusatzstudium in Hotelmanagement an der Hochschule in Luzern.
1977 eröffnete Seeger sein eigenes Restaurant in Pforzheim, wo er 1979 mit einem Michelin-Stern ausgezeichnet wurde. Wenig später wurde er unter den Top-20-Restaurants in Deutschland geführt.
1984 wurde er Executive Chef im Regent Hotel in Washington, ab 1985 im Hotel Ritz-Carlton in Atlanta, wo er das Restaurant Dining Room zur Top-Adresse im Süden entwickelte. 1997 eröffnete er sein eigenes Restaurant Seeger's in einem umgebauten Haus am Stadtrand von Atlanta. Die Terroranschläge vom 11. September 2001 brachten einen tiefen Einschnitt in die Geschäfte, so dass er 2007 das Restaurant aufgeben musste.
Im Mai 2016 eröffnete er das Restaurant Günter Seeger New York an der Hudson Street in New York City, wo er 2017 erneut mit einem Michelin-Stern ausgezeichnet wurde.

## Privates
Seeger ist zum dritten Mal verheiratet und hat fünf Töchter.

## Auszeichnungen
- 1979: Ein Stern im Guide Michelin
- 2017: Ein Stern im Guide Michelin[4]